# Télécabine de Tlemcen
La télécabine de Tlemcen est une télécabine urbaine de la ville de Tlemcen, en Algérie. Elle relie le parc du Grand Jardin au plateau Lalla Setti qui domine la ville au sud. Mise en service le 2 avril 2009, elle a été construite entre 2008 et 2009 par l’entreprise suisse Garaventa.

## Historique
La télécabine de Tlemcen a été inaugurée le 2 avril 2009 par le Ministre des Transports, Amar Tou,.
Elle été mise à l’arrêt en 2015 pour des travaux de réhabilitation et a été mise à nouveau en service le 3 novembre 2018.

## Caractéristiques
Il s'agit d'une télécabine à pince débrayable constituée de deux tronçons pour une longueur totale de parcours de 1 689 mètres. Le premier tronçon, d'une longueur de 705 m, relie la station Grand Jardin à la station intermédiaire du boulevard de l'ALN ; le second tronçon, d'une longueur de 984 m, relie la station boulevard de l'ALN  à celle de Lala Setti.
| Numéro | Nom          | Caractéristique    | Altitude |
| ------ | ------------ | ------------------ | -------- |
| 1      | Grand Jardin | Gare tension       | 793 m    |
| 2      | Bd de l'ALN  | Gare intermédiaire | 828 m    |
| 3      | Lala Setti   | Gare motrice       | 1 013 m  |

L'installation dispose de 17 cabines détachables d'une capacité de quinze personnes desservant alternativement les stations des deux extrémités. La durée du trajet est d'environ 5 minutes, le débit estimé est de 1 500 passagers par heure,.

## Exploitation
La télécabine de Tlemcen est exploitée par l'Entreprise de transport algérien par câbles (ETAC), qui exploite et gère tous les téléphériques et télécabines d'Algérie, avec un service quotidien de 7 h 30 à 19 h 30, sauf le dimanche. Le nombre de voyages par heure est de 8 et celui par jour de 104.